# 1901 في أستراليا
فيما يلي قوائم الأحداث التي وقعت خلال عام 1901 في أستراليا.

## سياسة

### تعيين في المنصب
- 1 يناير – إدموند بارتون وزير الخارجية [الإنجليزية]‏، رئيس الوزراء الأسترالي،عضو مجلس النواب الأسترالي.
- 1 يناير – جون أدريان لويس هوب الحكام العامون لأستراليا.
- 29 مارس – بروس سميث عضو مجلس النواب الأسترالي.
- 29 مارس – بيلي هيوز عضو مجلس النواب الأسترالي.
- 29 مارس – كينغ أومالي عضو مجلس النواب الأسترالي.
- 30 مارس – أندرو فيشر عضو مجلس النواب الأسترالي.
- 30 مارس – جوزيف كوك عضو مجلس النواب الأسترالي.
- 30 مارس – كريس واتسون عضو مجلس النواب الأسترالي.

### انتهاء فترة المنصب
- 9 مايو – أندرو فيشر عضو المجلس التشريعي ولاية كوينزلاند.
- 11 يونيو – بيلي هيوز عضو الجمعية التشريعية نيو ساوث ويلز.
- 11 يونيو – كريس واتسون عضو الجمعية التشريعية نيو ساوث ويلز.
- 28 نوفمبر – جورج كوكس عضو المجلس التشريعي نيو ساوث ويلز.

## مواليد

### يناير
- 1 يناير – أليسيا غالي سيدة أسترالية.
- 1 يناير – كريستيان وايتهيد

### مايو
- 8 مايو – جاك كامينغز لاعب كرة مضرب أسترالي.

### أكتوبر
- 8 أكتوبر – مارك أوليفانت فيزيائي أسترالي.

### نوفمبر
- 21 نوفمبر – جورج كوكس (مواليد 1824)